# Hermes Ramírez
Hermes Ramírez, född 7 januari 1948 i Guantánamo, död 4 september 2024 i Havanna, var en kubansk friidrottare inom kortdistanslöpning.
Ramírez blev olympisk silvermedaljör på 4 x 100 meter vid sommarspelen 1968 i Mexico City.